# NGC 461
NGC 461 è una galassia a spirale intermedia situata nella costellazione dello Scultore a una distanza di circa 220 milioni di anni luce dalla Terra.
Fu scoperta il 25 settembre 1834 da John Herschel.